# Zhong Ding
Zhong Ding (xinès: 仲丁, nascut Zi Zhuang (xinès: 子庄), va ser un Rei de la Xina de la Dinastia Shang.
En els Registres del Gran Historiador és llistat per Sima Qian com el desè rei Shang, succeint al seu pare Tai Wu (xinès: 太戊). Va ser entronitzat l'any de Xinchou (xinès: 辛丑) amb Bo (xinès: 亳) com la seva capital.